# Pedro Aguirre Cerda (Cile)
Pedro Aguirre Cerda è un comune del Cile della provincia di Santiago. Si trova nella Regione Metropolitana di Santiago. Al censimento del 2002 possedeva una popolazione di 114.560 abitanti.
Prende il nome dal passato presidente del Cile Pedro Aguirre Cerda.

## Società

### Evoluzione demografica
| Censimento del 1992 | Censimento del 2002 |
| 130.441 ab.         | 114.560 ab.         |